# Herb Montserratu

Herb Montserratu

Herb Montserrat nadany został  10 kwietnia 1909 roku (pojawił się  w herbie kolonii Wyspy Podwietrzne). Przedstawia na tarczy dwudzielnej w pas błękitno-czerwony kobietę w długiej zielonej szacie z krzyżem w prawej ręce i harfą w lewej.
Krzyż symbolizuje chrześcijaństwo. Kobieta  (Erin) z harfą jest personifikacją imigrantów z Irlandii, którzy osiedlili się na tej wyspie w roku 1632.